# طاق آهنگ

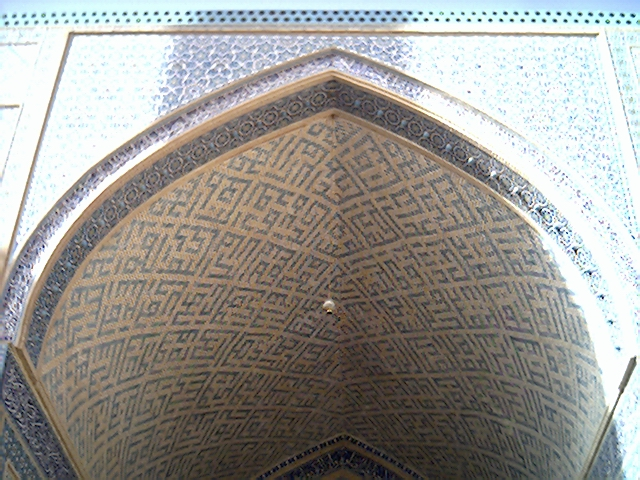
طاق آهنگ به شیوه جناغی (تیزه‌دار) و با چفد چمانه در ایوان مسجد جامع یزد

طاق آهنگ یا طاق گهواره یکی از کهنترین طاق هاست که از حرکت یک چفد بر روی دو دیوار هم راستا (موازی) به دست می‌آید. این طاق در یک نگاه کلی به دیسه گهواره‌ای و نیمه یک استوانه به چشم می‌آید؛ این نیمه استوانه از دیرباز یا به شکل مازه‌دار یا به شکل تیزه‌دار ساخته می‌شده است. از کهنترین دیسه‌های مازه‌دار آن در سازه‌های مصر باستان و ایران و روم باستان می‌توان برشمرد. ایوان کاخ اردشیر (اواخر دوره اشکانی) و طاق کسری (دوره ساسانی) از نمونه‌های نامدار سازه به سبک مازه‌دار در ایران هستند. با فرارسیدن دوران اسلامی «طاق آهنگ» به شکل جناغی رواج فراوان یافت که ساخت ایوان‌های مساجد پرآوازه‌ای چون مسجد جامع یزد و مسجد جامع اصفهان از آن جمله است.
از این طاق در مکان‌های گوناگون استفاده شده است. برای پوشاندن فضاهای کشیده و دراز مانند آبراه‌ها و راهروها طاق آهنگ همواره مناسب‌ترین پوشش بوده است. همچنین فضاهایی که رو به یک جا باز می‌شدند، مانند ایوان که به نوعی تداعی‌کننده غارها بوده اندو بالاخره جایی که نیاز به نشان دادن بزرگی و ابهت بوده است مانند ایوان‌های بزرگ کاخ‌ها یا آتشکده‌ها با این طاق پوشیده شده‌اند. قرار گرفتن این طاق بر روی اتاق چهارگوش یک محور خطی دو سویه ایجاد می‌کند یک سوی محور به عمق فضا کشیده می‌شود و سوی دیگر آن به فضای باز بیرون رو می‌کند. طاق آهنگ از حرکت یک چفد در امتداد یک محور افقی به دست می‌آید که مانند هر چفدی دارای دو مؤلفهٔ افقی (رانش) و عمودی (وزن) می‌باشد بنابراین این دو مؤلفه در هرجای دو دیوار موازی تکیه گاه نیروی زیادی وارد می‌کنند. جهت مقابله با چنین نیرویی نیاز به کاربرد جرزهایی با ستبرای بسیار است که فضای زیادی را به خود اختصاص می‌دهند. روش اجرای این طاق در ایران را می‌توان متفاوت از نوع غربی آن دانست. همان گونه که بیان شد معماران ایرانی برای اجرای چفد از لنگه‌های گچی به عنوان راهنما استفاده می‌کردند. لنگه گچی در اجرای طاق‌ها نیز کاربرد داشته است. چند روش اجرا برای طاق آهنگ وجود دارد: این روش‌ها با توجه به شکل قرارگیری آجرها تعریف می‌شوند. همانگونه که در اجرای چفدها بیان شد چفدها به سه روش اجرایی ضربی (پری) هره (ایلامی) و چپیله (تیغه‌ای) ساخته می‌شوند.
در روش ضربی دیوار انتهایی تا ارتفاع بالای تیزهٔ طاق ساخته می‌شود و منحنی مورد نظر بر روی دیوار کار گذاشته می‌شود (لنگه گچی) سپس طاق را از انتها آغاز نموده و ردیف ردیف به جلو حرکت می‌دهند. این روش مانند روش اجرای طاق ضربی‌های امروزی است که بین دو تیر آهن اجرا می‌شوند. در صورتی که در انتهای طاق دیوار قرار نگیرد یک تویزه می‌سازند و طاق آهنگ از آنجا شروع می‌شود.
در طاق هره (ایلامی) مانند چفد هره چین منحنی چفد به صورت ردیفی بر روی دیوار به موازات هم چیده می‌شود و از دو طرف بالا می‌آیند در این حالت از دو لنگهٔ گچی راهنما در ابتدا و انتهای کار بهره می‌گیرند.
طاق آهنگ با روش اجرای چپیله برای فضاهایی با دهانهٔ کم، کاربرد داشته است. در این حالت از زیر می‌توان اندازه ۲۰*۲۰ سانتیمتر یا ۲۵ *۲۵ سانتیمتر آجرها را در نما دید و در نیم رخ طاق اندازهٔ ۵ *۲۵ یا ۵ *۲۰ سانتیمتر را مشاهده کرد.

## نمونه‌های تاریخی

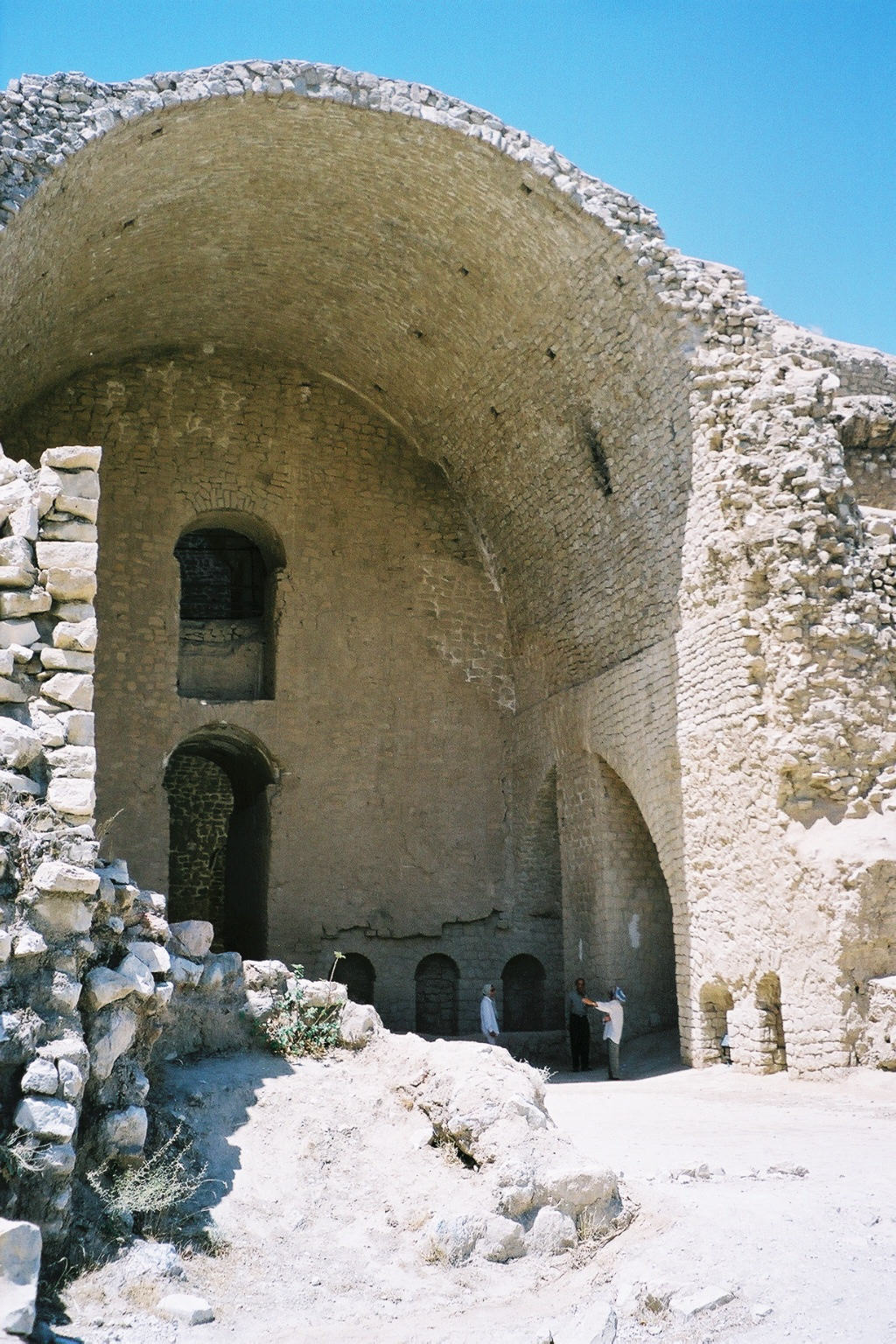
ایوان کاخ اردشیر (۲۲۴ میلادی) که به روش آهنگ مازه‌ای و با چفد بیزکند (هلوچین کند) ساخته شده است

نمونه‌های با ارزشی از بناهای طاق آهنگ در پیش از اسلام و پس از آن ساخته شده است. کهن‌ترین نمونه‌های آن را می‌توان در چغازنبیل در حدود ۱۲۵۰ ق. م؛ و در کاوش‌های هفت تپه در منطقه خوزستان دید. در این محل آرامگاه جالبی با طاق آهنگ با روش اجرایی ضربی کشف شده است. منحنی طاق از نوع بیز (تخم مرغی) است و با آجر و ملات گچ و آهک ساخته شده است. این کشف سابقه ساخت این طاق در ایران را در ۱۳۵۷ سال پیش از میلاد نشان می‌دهد.
در دوران هخامنشی ساختمان‌هایی با پوشش چوبی متداول شده است، اما از طاق آهنگ در آبراهه‌های تخت جمشید استفاده کرده‌اند. طاق آهنگ در بناهای دورهٔ پارتی در الحضرا نیز دیده می‌شود. اما می‌توان گفت که کاربرد این طاق در دورهٔ ساسانی به اوج خود می‌رسد. در چند بنای مهم مانند آتشکدهٔ فیروزآباد، طاق کسری و کاخ سروستان از طاق آهنگ بهره گرفته شده است. درهر سه بنا منحنی طاق از نوع بیز بوده که دهانه‌هایی از محدود ۹/۴۰تا ۲۵/۵ متر را پوشانده است.
ایوان کاخ یا طاق کسری با دهانه‌ای با حدود ۲۵/۵ و بلندلای حدود۳۰ متر و عمق ۴۲/۵ متر بنای بسیار بزرگ و نماد قدرت حکومت ساسانی بوده است. مسجد جامع اردستان نیز دارای همین فن می‌باشد. در قرن ۸ هجری بزرگ‌ترین طاق آهنگ را در تاریخ ایران ساختند. مسجد علیشاه یا ارگ علیشاه تبریز که دهانه‌ای در حدود ۳۰ متر و بلندای در حدود ۴۰ متر و عمق ایوانی در حدود ۶۵ متر را داشت و در سال ۷۲۲ هجری بنا گردید. این بنای بزرگ پس از مدت کوتاهی ویران شد و اکنون فقط بقایایی از آن باقی مانده است به دلیل ساده‌تر بودن اجرای طاق آهنگ نسبت به سایر طاق‌ها از آن در معماری بومی بخصوص خانه‌های کویری استفادهٔ زیادی شده است که نمونه‌های بزرگ آن را می‌توان در تالارهای خانه‌های یزدی مشاهده کرد.